# トップリーガー発掘プロジェクト
トップリーガー発掘プロジェクトは、日本ラグビーフットボール協会トップリーグ部が主催する、入団希望者を対象とするトライアウトである。

## 来歴
以前からあった実際にチームの練習に練習生として参加するトライアウトとは別で2013年、初開催。
そして2020年、新型コロナウイルス感染拡大を受けて開催中止となった。翌2021年は動画投稿形式にて開催予定。

## 参加資格
- 2019年度:[5]。
  - 20歳以上のラグビー経験者(過去にトップリーグ所属経験ない者):[6]

## 実施要綱
- AM:フィットネステスト、体力測定、スキルチェック
- PM:AMの基準値を突破したもののみ試合形式のテスト